# Allan Pettersson
Gustav Allan Pettersson (født 19. september 1911, død 20. juni 1980 i Sverige) var en svensk komponist og bratschist.
Han var en af sin samtids betydeligste svenske symfonikere, hvis omfattende produktion genspejler et pessimistisk livssyn med baggrund i barndomshjemmets fattigdom og en følelse af isolation som voksen. En meget stor del af sit voksenliv var han præget af en tiltagende gigtsygdom, hvis smertefulde tilstand man har forbundet med hans symfoniske udtryk, særligt Symfoni nr. 10 og 11.
Han er en udpræget bekendelsesmusiker, som med en vis ret kaldes en svensk Mahler. Den traditionelle symfoniske form anvendes kun én gang i hans værker, nemlig i Symfoni nr. 3. Musikken synes at skildre sjælelige tilstande, der svinger mellem dyb fortvivlelse, angst, der er ved at vige, og stunder af livsalig trøst. Derved stod han i opposition til samtidens akademiske tradition i svensk musik. Men f.eks. musikskribenten Andreas K. W. Meyer betoner dog i noterne til Thomas Sanderlings indspilning den 8. Symfoni, at der også ligger en dimension af samtidskritik og refleksion over kollektive tilstande i Petterssons værker, som det også ses i valget af tekster i vokalværkerne og i komponistens egne udsagn om sin produktion.  
Pettersson har skrevet 17 symfonier, hvoraf den første ikke er offentliggjort (1951; bearbejdet af Christian Lindberg og indspillet på CD), og den 17. er ufuldendt. Hans gennembrudsværk var den 7. Symfoni (1968), der indspilledes af bl.a. Antal Dorati på LP og er forblevet hans mest populære komposition, selvom f.eks. også den 8. Symfoni er umiddelbart iørefaldende. Den 12. Symfoni er den eneste med vokalledsagelse, med tekst af Pablo Neruda fra "Canto General"/"Den Store Sang". Symfoni nr. 16 er for saxofon og orkester.
Desuden komponerede Pettersson syv sonater for 2 violiner, tre koncerter for strygeorkester, en næsten timelang violinkoncert kaldet "nr. 2", da der også eksisterer en tidligere "Koncert for Violin og Strygekvartet", en bratschkoncert, en "Symfonisk Sats" for orkester, kantaten "Vox Humana" (1974, med tekster af Pablo Neruda, Manuel Bandeira m.fl.), lidt yderligere kammermusik, og de "24 Barfotssånger".
Pettersson studerede ved musikkonservatoriet i Stockholm i 1930-39 og spillede så bratsch i Stockholms Filharmoniske Orkester. I 1951-1953 studerede han komposition i Paris hos Rene Leibowitz og Arthur Honegger. I 1953 satte hans sygdom ind. Fra 1964 tildeltes han en svensk kunstnerstøtte, der sikrede hans muligheder for at komponere fremover.
Alle Petterssons værker er efterhånden blevet indspillet; på LP udsendtes symfonierne 2,5-12,14,16 m.v., og plademærket CPO har indspillet Symfoni nr. 2-16 og flere andre værker på CD, ligesom selskabet BIS også er i gang med en langvarig, komplet indspilning af bl.a. symfonierne, inklusive nr. 1. 

## Udvalgte værker
- Symfoni nr. 1 (1957) (ufuldendt, to versioner tilgængelige, 1951 (tilpasset indtil omkring 1957) - for orkester
- Symfoni nr. 2 (1952–1953) - for orkester
- Symfoni nr. 3 (1954–1955) - for orkester
- Symfoni nr. 4 (1958–1959) - for orkester
- Symfoni nr. 5 (1960–1962) - for orkester
- Symfoni nr. 6 (1963–1966) - for orkester
- Symfoni nr. 7 (1966–1967) - for orkester
- Symfoni nr. 8 (1968–1969) - for orkester
- Symfoni nr. 9 (1970) - for orkester
- Symfoni nr. 10 (1972) - for orkester
- Symfoni nr. 11 (1973) - for orkester
- Symfoni nr. 12 "De døde på torvet" (1974) - for blandet kor og orkester
- Symfoni nr. 13 (1976) - for orkester
- Symfoni nr. 14 (1978) - for orkester
- Symfoni nr. 15 (1978) - for orkester
- Symfoni nr. 16 (1979) - for altsaxofon og orkester
- Symfoni nr. 17 (1980) (ufuldendt) - for orkester